# Alissa Czisny
Alissa Czisny (* 25. Juni 1987 in Sylvania, Ohio) ist eine ehemalige US-amerikanische Eiskunstläuferin, die im Einzellauf startete.

## Karriere
Alissa Czisny begann im Alter von anderthalb Jahren mit dem Eiskunstlaufen, als ihre Mutter Trainingsstunden nahm. Ihre Zwillingsschwester Amber ging ebenfalls diesem Sport auf Profi-Niveau nach. Czisny startet für den Detroit Skating Club (Detroit SC) und wurde seit ihrem elften Lebensjahr von Julianne Berlin trainiert. Von Kindheit an erhielt sie auch Ballettunterricht.
International erstmals auf sich aufmerksam machte Czisny im Jahr 2005, als sie die Damenkonkurrenz beim Skate-Canada-Wettbewerb für sich entscheiden konnte. In den beiden folgenden Saisons 2006/07 und 2007/08 konnte sie nur bedingt an diesen Erfolg anknüpfen. Bei den US-Meisterschaften 2007 gewann sie mit Bronze ihre erste Medaille hinter Kimmie Meissner und Emily Hughes, während sie bei den Weltmeisterschaften nur einen 15. Platz belegte. Auch nach ihrem Sieg bei den US-Meisterschaften in Cleveland 2009 und den Erfolgen bei der Nebelhorn Trophy (2008 und 2009) kam sie bei den Weltmeisterschaften in der gleichen Saison nicht über einen elften Platz hinaus.

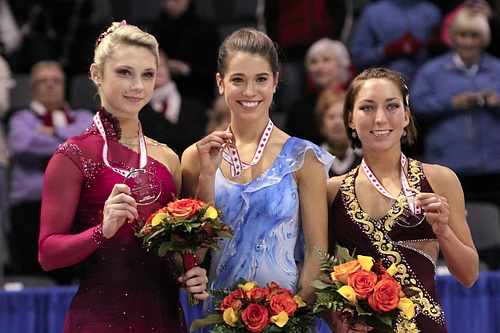
Czisny nach ihrem Skate-Canada-Sieg gemeinsam mit der Russin Xenia Makarowa (li.) und Amélie Lacoste (re.) aus Kanada

Nach einem zehnten Platz bei den nationalen Meisterschaften 2010 verpasste sie die Qualifikation für die Olympischen Winterspiele in Vancouver. Danach hatte Czisny ihre Karriere eigentlich beenden wollen, wurde aber von dem ehemaligen US-amerikanischen Olympiasieger Brian Boitano und der Trainerin Linda Leaver umgestimmt. Die New York Times sollte sie im Januar 2011 als sehr elegante, aber als schmerzvoll inkonsistente Läuferin bezeichnen.
Im Februar 2010 trennte sich Czisny von ihrer langjährigen Trainerin Julianne Berlin und trainiert seit Mai desselben Jahres bei der früheren japanischen Weltmeisterin Yuka Satō und deren Ehemann Jason Dungjen. Satō arbeitete an den mentalen Problemen der Läuferin, während Dungjen sich auf Czisnys Technik konzentrierte und ihre Sprungtechnik überarbeitete. Daraufhin entwickelte sich Czisny wieder zur Siegläuferin. 2011 gewann sie in Greensboro zum zweiten Mal die Nationalen Meisterschaften und setzte sich gegen Titelverteidigerin Rachael Flatt und Mirai Nagasu durch. Mit ihrem Programm zum Violinenkonzert Erich Wolfgang Korngolds (Kurzprogramm) bzw. Auszügen aus George Winstons Winter into Spring (Kür) gewann sie nach fünf Jahren erneut Skate Canada sowie das Grand-Prix-Finale vor der Italienerin Carolina Kostner und der japanischen Juniorenweltmeisterin Kanako Murakami. Dabei stellte sie mit 180,75 Wertungspunkten (63,76 für das Kurzprogramm, 116,99 für die Kür) einen neuen persönlichen Rekord auf.
Bei den folgenden Weltmeisterschaften, die aufgrund eines schweren Erdbebens in Japan nach Moskau verlegt wurden, lag Czisny nach dem Kurzprogramm auf Rang vier und verlor einen Platz nach der Kür. Mit Rang fünf erreichte Czisny ihre beste Platzierung bei einer WM und verbesserte ihren persönlichen Wertungsrekord in Kür (120,78 Punkte) und der Gesamtbewertung (182,25). Die frühere deutsche Eiskunstläuferin und ZDF-Kommentatorin Tanja Szewczenko bezeichnete die US-Amerikanerin als „introvertierte Läuferin“, die eher für sich laufe.
Alissa Czisny lebt in Auburn Hills, Michigan. Ihr aktueller Trainingsort ist Bloomfield Hills, wo sie bis zu 21 Stunden pro Woche auf dem Eis verbringt. Sie besuchte die Bowling Green State University in Ohio. Ihr Studium in International Studies, Französisch und Russisch schloss sie mit der Note „summa cum laude“ ab. Die Vegetarierin zählt den früheren Olympiasieger und Weltmeister Scott Hamilton zu ihren Vorbildern und arbeitete parallel zu ihrer Sportlerkarriere als Trainerin und Fotomodel.

## Ergebnisse
| Wettbewerb / Saison              | 2002  | 2003  | 2004  | 2005  | 2006  | 2007  | 2008  | 2009  | 2010  | 2011  | 2012  | 2013  |
| -------------------------------- | ----- | ----- | ----- | ----- | ----- | ----- | ----- | ----- | ----- | ----- | ----- | ----- |
| Weltmeisterschaften              |       |       |       |       |       | 15.   |       | 11.   |       | 5.    | 22.   |       |
| Vier-Kontinente-Meisterschaften  |       |       |       |       |       | 5.    |       | 9.    |       | 5.    |       |       |
| Juniorenweltmeisterschaften      |       |       |       | 6.    | 6.    |       |       |       |       |       |       |       |
| US-amerikanische Meisterschaften | 11.   | 10.   | 12.   | 7.    | 7.    | 3.    | 9.    | 1.    | 10.   | 1.    | 2.    |       |
| –                                |       |       |       |       |       |       |       |       |       |       |       |       |
| Grand-Prix-Wettbewerb / Saison   | 01/02 | 02/03 | 03/04 | 04/05 | 05/06 | 06/07 | 07/08 | 08/09 | 09/10 | 10/11 | 11/12 | 12/13 |
| Grand-Prix-Finale                |       |       |       |       | 6.    |       |       |       |       | 1.    | 5.    |       |
| Skate America                    |       |       |       | 4.    | 2.    |       |       |       |       |       | 1.    |       |
| Skate Canada                     |       |       |       |       | 1.    | 4.    |       | 3.    | 2.    | 1.    |       |       |
| Cup of Russia                    |       |       |       |       |       | 9.    |       | 4.    | 4.    |       |       |       |
| Trophée Eric Bompard             |       |       |       |       |       |       |       |       |       | 3.    | 3.    |       |
| NHK Trophy                       |       |       |       |       |       |       | 6.    |       |       |       |       |       |
| Cup of China                     |       |       |       |       |       |       | 9.    |       |       |       |       |       |

## Programme

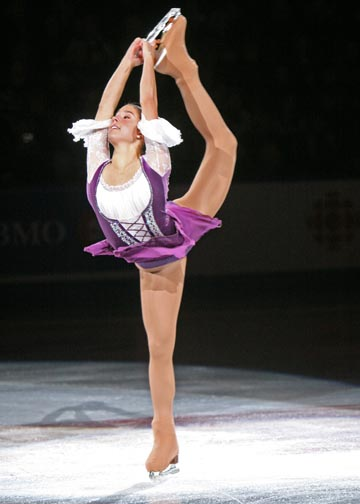
Czisny bei einer Biellmann-Pirouette (Skate Canada 2008)

| Saison    | Kurzprogramm                                                                                                 | Kür                                                          | Schaulaufen                                                                                   |
| --------- | --- | ------------------------------------------------------------ | --------------------------------------------------------------------------------------------- |
| 2010–2011 | Romance aus dem Violinenkonzert D von Erich Wolfgang Korngold                                                | Auszüge aus Winter into Spring von George Winston            | You’ll Never Walk Alone von Barbra Streisand                                                  |
| 2009–2010 | Die Maske des Zorro Soundtrack von James Horner interpretiert von Vanessa-Mae choreografiert von Lori Nichol | Doktor Schiwago Soundtrack von Maurice Jarre                 | You’ll Never Walk Alone von Barbra StreisandI Like the Way (You Move) von den Body Rockers    |
| 2008–2009 | Der Schwan von Camille Saint-Saëns                                                                           | Doktor Schiwago Soundtrack von Maurice Jarre                 | I, Don Quixote von Linda EderBridge over Troubled Water von Simon and Garfunkel               |
| 2007–2008 | Der Schwan von Camille Saint-Saëns                                                                           | West Side Story von Leonard Bernstein                        | Nessun dorma Yesterday von Michael Bolton                                                     |
| 2006–2007 | Prelude & Quadukka-I-Mayas von Jesse Cook, interpretiert vom Hamzy Egyptian Strings Ensemble                 | Auszüge aus Sabrina von John Williams                        | Der Mann von La Mancha von Mitch Leigh, Gesang von Joe Darion                                 |
| 2005–2006 | Prelude & Quadukka-I-Mayas von Jesse Cook, interpretiert vom Hamzy Egyptian Strings Ensemble                 | La Bayadère von Léon Minkus                                  | Someone Like You von Linda Eder                                                               |
| 2004–2005 | The Mission aus dem Soundtrack von Ennio Morricone                                                           | Schwanensee von Pjotr Tschaikowski                           | Un Bel di Vedremo aus Madama Butterfly von Giacomo Puccini, interpretiert von den Opera Babes |
| 2003–2004 | The Mission aus dem Soundtrack von Ennio Morricone                                                           | Schwanensee von Pjotr Tschaikowski                           | Un Bel di Vedremo aus Madama Butterfly von Giacomo Puccini, interpretiert von den Opera Babes |
| 2002–2003 | Rushing Wings of Dawn von Tim Janis                                                                          | Rhapsodie über ein Thema von Paganini von Sergei Rachmaninow | Romeo und Julia aus dem Soundtrack von Nino Rota und André Rieu                               |
| 2001–2002 | Rushing Wings of Dawn von Tim Janis                                                                          | Rhapsodie über ein Thema von Paganini von Sergei Rachmaninow | Romeo und Julia aus dem Soundtrack von Nino Rota und André Rieu                               |
| 2000–2001 | Mondscheinsonate von Ludwig van Beethoven                                                                    | Faust von Charles Gounod                                     |                                                                                               |